# 1 500 mètres féminin aux championnats du monde d'athlétisme 2013
Navigation
Daegu 2011 Pékin 2015
L'épreuve du 1 500 mètres féminin des championnats du monde de 2013 s'est déroulée les 11, 13 et 15 août 2015 dans le Stade Loujniki, le stade olympique de Moscou, en Russie. Elle est remportée par la Suédoise Abeba Aregawi.

## Critères de qualification
Pour se qualifier pour les Championnats (minima A), il fallait avoir réalisé moins de 4 min 05 s 00 entre le 1er octobre 2012 et le 29 juillet 2013. Le minima B est de 4 min 09 s 00  .

## Records et performances

### Records
Les records du 1 500 m femmes (mondial, des championnats et par continent) étaient avant les championnats 2013 les suivants.
| Record                    | Athlète           | Pays             | Temps         | Lieu               | Date              |
| ------------------------- | ----------------- | ---------------- | ------------- | ------------------ | ----------------- |
| Record du monde           | Qu Yunxia         | Chine            | 3 min 50 s 46 | Beijing, Chine     | 11 septembre 1993 |
| Record des championnats   | Tatyana Tomashova | Russie           | 3 min 58 s 52 | Paris, France      | 31 août 2003      |
| Record d'Afrique          | Hassiba Boulmerka | Algérie          | 3 min 55 s 30 | Barcelone, Espagne | 8 août 1992       |
| Record d'Asie             | Qu Yunxia         | Chine            | 3 min 50 s 46 | Beijing, Chine     | 11 septembre 1993 |
| Record d'Amérique du Nord | Mary Slaney       | États-Unis       | 3 min 57 s 12 | Stockholm, Suède   | 26 juillet 1983   |
| Record d'Amérique du Sud  | Letitia Vriesde   | Suriname         | 4 min 05 s 67 | Tokyo, Japon       | 31 août 1991      |
| Record d'Europe           | Tatyana Kazankina | Union soviétique | 3 min 52 s 47 | Zurich, Suisse     | 13 août 1980      |
| Record d'Océanie          | Sarah Jamieson    | Australie        | 4 min 00 s 93 | Stockholm, Suède   | 25 juillet 2006   |

### Meilleures performances de l'année 2013
Les dix  athlètes les plus rapides de l'année sont, avant les championnats (au 25 juillet 2013), les suivants. 
|    | Athlète                    | Pays       | Temps         | Lieu           | Date            |
| -- | -------------------------- | ---------- | ------------- | -------------- | --------------- |
| 1  | Abeba Aregawi              | Suède      | 3 min 56 s 60 | Doha           | 10 mai 2013     |
| 2  | Faith Chepngetich Kipyegon | Kenya      | 3 min 56 s 98 | Doha           | 10 mai 2013     |
| 3  | Genzebe Dibaba             | Éthiopie   | 3 min 57 s 54 | Doha           | 10 mai 2013     |
| 4  | Hellen Onsando Obiri       | Kenya      | 3 min 58 s 58 | Eugene, Orégon | 1er juin 2013   |
| 5  | Jennifer Simpson           | États-Unis | 4 min 00 s 48 | Monaco         | 19 juillet 2013 |
| 6  | Viola Jelagat Kibiwot      | Kenya      | 4 min 00 s 76 | Doha           | 10 mai 2013     |
| 7  | Brenda Martinez            | États-Unis | 4 min 00 s 94 | Monaco         | 19 juillet 2013 |
| 8  | Shannon Rowbury            | États-Unis | 4 min 01 s 28 | Monaco         | 19 juillet 2013 |
| 9  | Nancy Jebet Langat         | Kenya      | 4 min 01 s 41 | Eugene, Orégon | 1er juin 2013   |
| 10 | Gabrielle Anderson         | États-Unis | 4 min 01 s 48 | Monaco         | 19 juillet 2013 |

## Résultats

### Finale
| Rang               | Athlète                    | Pays        | Temps         | Note |
| ------------------ | -------------------------- | ----------- | ------------- | ---- |
| Médaille d'or      | Abeba Aregawi              | Suède       | 4 min 02 s 67 |      |
| Médaille d'argent  | Jennifer Simpson           | États-Unis  | 4 min 02 s 99 |      |
| Médaille de bronze | Hellen Onsando Obiri       | Kenya       | 4 min 03 s 86 |      |
| 4                  | Hannah England             | Royaume-Uni | 4 min 04 s 98 |      |
| 5                  | Faith Chepngetich Kipyegon | Kenya       | 4 min 05 s 08 |      |
| 6                  | Zoe Buckman                | Australie   | 4 min 05 s 77 |      |
| 7                  | Genzebe Dibaba             | Éthiopie    | 4 min 05 s 99 |      |
| 8                  | Nancy Langat               | Kenya       | 4 min 06 s 01 |      |
| 9                  | Mary Cain                  | États-Unis  | 4 min 07 s 19 |      |
| 10                 | Siham Hilali               | Maroc       | 4 min 09 s 16 |      |
| 11                 | Yelena Korobkina           | Russie      | 4 min 10 s 18 |      |
| DQ                 | Yekaterina Sharmina        | Russie      | DQ            |      |

### Demi-finales
Les cinq premières athlètes de chaque course (Q) ainsi que les deux meilleurs temps (q) se qualifient pour la finale.
| Rang | Athlète                    | Pays       | Temps             | Note |
| ---- | -------------------------- | ---------- | ----------------- | ---- |
| 1    | Zoe Buckman                | Australie  | 4 min 04 s 82 (Q) | PB   |
| 2    | Faith Chepngetich Kipyegon | Kenya      | 4 min 04 s 83 (Q) |      |
| 3    | Elena Korobkina            | Russie     | 4 min 05 s 18 (Q) | PB   |
| 4    | Mary Cain                  | États-Unis | 4 min 05 s 21 (Q) |      |
| 5    | Genzebe Dibaba             | Éthiopie   | 4 min 05 s 23 (Q) |      |
| 6    | Nancy Jebet Langat         | Kenya      | 4 min 05 s 30 (q) |      |
| 7    | Siham Hilali               | Maroc      | 4 min 05 s 32 (q) |      |
| 8    | Svetlana Podosenova        | Russie     | 4 min 05 s 36     |      |
| 9    | Nicole Sifuentes           | Canada     | 4 min 06 s 30     |      |
| 10   | Maureen Koster             | Pays-Bas   | 4 min 08 s 15     |      |
| 11   | Sonja Roman                | Slovénie   | 4 min 08 s 63     |      |
| 12   | Luiza Gega                 | Albanie    | 4 min 08 s 79     |      |

| Rang | Athlète              | Pays        | Temps             | Notes |
| ---- | -------------------- | ----------- | ----------------- | ----- |
| 1    | Abeba Aregawi        | Suède       | 4 min 05 s 66 (Q) |       |
| 2    | Hellen Onsando Obiri | Kenya       | 4 min 05 s 76 (Q) |       |
| 3    | Jennifer Simpson     | États-Unis  | 4 min 05 s 79 (Q) |       |
| DQ   | Ekaterina Sharmina   | Russie      | DQ                |       |
| 4    | Hannah England       | Royaume-Uni | 4 min 06 s 80 (Q) |       |
| 5    | Kate Van Buskirk     | Canada      | 4 min 07 s 36     | PB    |
| 6    | Renata Plis          | Pologne     | 4 min 08 s 02     |       |
| 7    | Natalia Rodriguez    | Espagne     | 4 min 09 s 18     |       |
| 8    | Rababe Arafi         | Maroc       | 4 min 09 s 86     |       |
| 9    | Sarah Brown          | États-Unis  | 4 min 12 s 16     |       |
| 10   | Mimi Belete          | Bahreïn     | 4 min 14 s 22     |       |
| —    | Btissam Lakhouad     | Maroc       |                   | DNF   |

### Séries
Les six premiers de chaque série (Q) se qualifient pour les demi-finales ainsi que les six meilleurs temps suivants (q).
| Rang | Athlète             | Pays        | Temps             | Note |
| ---- | ------------------- | ----------- | ----------------- | ---- |
| 1    | Abeba Aregawi       | Suède       | 4 min 07 s 66 (Q) |      |
| 2    | Siham Hilali        | Maroc       | 4 min 07 s 82 (Q) |      |
| 3    | Svetlana Podosenova | Russie      | 4 min 07 s 87 (Q) |      |
| 4    | Nancy Jebet Langat  | Kenya       | 4 min 07 s 98 (Q) |      |
| 5    | Renata Plis         | Pologne     | 4 min 08 s 20 (Q) |      |
| 6    | Mary Cain           | États-Unis  | 4 min 08 s 21 (Q) |      |
| 7    | Kate Van Buskirk    | Canada      | 4 min 08 s 65 (q) |      |
| 8    | Luiza Gega          | Albanie     | 4 min 08 s 76 (q) |      |
| 9    | Maureen Koster      | Pays-Bas    | 4 min 08 s 99 (q) |      |
| 10   | Gelete Burka        | Éthiopie    | 4 min 11 s 26     |      |
| 11   | Laura Weightman     | Royaume-Uni | 4 min 14 s 38     |      |
| 12   | Rosibel Garcia      | Colombie    | 4 min 15 s 38     | NR   |
| 13   | Amela Terzic        | Serbie      | 4 min 27 s 89     |      |

| Rang | Athlète                    | Pays                | Temps             | Note |
| ---- | -------------------------- | ------------------- | ----------------- | ---- |
| 1    | Zoe Buckman                | Australie           | 4 min 06 s 99 (Q) |      |
| 2    | Jennifer Simpson           | États-Unis          | 4 min 07 s 16 (Q) |      |
| DQ   | Ekaterina Sharmina         | Russie              | DQ                |      |
| 4    | Rababe Arafi               | Maroc               | 4 min 07 s 84 (Q) |      |
| 5    | Faith Chepngetich Kipyegon | Kenya               | 4 min 08 s 66 (Q) |      |
| 6    | Mimi Belete                | Bahreïn             | 4 min 09 s 27 (Q) |      |
| 7    | Sheila Reid                | Canada              | 4 min 10 s 90     |      |
| 8    | Margherita Magnani         | Italie              | 4 min 11 s 15     |      |
| 9    | Senbere Teferi             | Éthiopie            | 4 min 11 s 41     |      |
| 10   | Cory McGee                 | États-Unis          | 4 min 12 s 33     |      |
| 11   | Betlhem Desalegn           | Émirats arabes unis | 4 min 12 s 97     |      |
| 12   | Eliane Saholinirina        | Madagascar          | 4 min 18 s 08     | SB   |

| \| Rang \| Athlète \| Pays \| Temps \| Note \| \| ---- \| ---------------------- \| ----------- \| ----------------- \| ---- \| \| 1 \| Genzebe Dibaba \| Éthiopie \| 4 min 06 s 78 (Q) \| \| \| 2 \| Hellen Onsando Obiri \| Kenya \| 4 min 06 s 98 (Q) \| \| \| 3 \| Hannah England \| Royaume-Uni \| 4 min 08 s 05 (Q) \| \| \| 4 \| Elena Korobkina \| Russie \| 4 min 08 s 33 (Q) \| \| \| 5 \| Natalia Rodriguez \| Espagne \| 4 min 08 s 44 (Q) \| \| \| 6 \| Nicole Sifuentes \| Canada \| 4 min 08 s 54 (Q) \| \| \| 7 \| Sonja Roman \| Slovénie \| 4 min 08 s 58 (q) \| \| \| 8 \| Sarah Brown \| États-Unis \| 4 min 09 s 00 (q) \| \| \| 9 \| Btissam Lakhouad \| Maroc \| 4 min 09 s 15 (q) \| \| \| 10 \| Diana Sujew \| Allemagne \| 4 min 09 s 40 \| \| \| 11 \| Ioana Doaga \| Roumanie \| 4 min 09 s 78 \| \| \| 12 \| Tugba Karakaya Koyuncu \| Turquie \| 4 min 15 s 56 \| \| |                        |             |                   |      |
| Rang | Athlète                | Pays        | Temps             | Note |
| 1 | Genzebe Dibaba         | Éthiopie    | 4 min 06 s 78 (Q) |      |
| 2 | Hellen Onsando Obiri   | Kenya       | 4 min 06 s 98 (Q) |      |
| 3 | Hannah England         | Royaume-Uni | 4 min 08 s 05 (Q) |      |
| 4 | Elena Korobkina        | Russie      | 4 min 08 s 33 (Q) |      |
| 5 | Natalia Rodriguez      | Espagne     | 4 min 08 s 44 (Q) |      |
| 6 | Nicole Sifuentes       | Canada      | 4 min 08 s 54 (Q) |      |
| 7 | Sonja Roman            | Slovénie    | 4 min 08 s 58 (q) |      |
| 8 | Sarah Brown            | États-Unis  | 4 min 09 s 00 (q) |      |
| 9 | Btissam Lakhouad       | Maroc       | 4 min 09 s 15 (q) |      |
| 10 | Diana Sujew            | Allemagne   | 4 min 09 s 40     |      |
| 11 | Ioana Doaga            | Roumanie    | 4 min 09 s 78     |      |
| 12 | Tugba Karakaya Koyuncu | Turquie     | 4 min 15 s 56     |      |

## Légende
Records et Performances
- AR : Record continental (area record)
- CR : Record des championnats (championship record)
- MR : Record du meeting (meet record)
- NR : Record national (national record)
- OR : Record olympique (olympic record)
- PR : Record paralympique (paralympic record)
- PB : Record personnel (personal best)
- SB : Meilleure performance personnelle de la saison (season's best)
- WL : Meilleure performance mondiale de l'année (world leader)
- WJR : Record du monde junior (world junior record)
- WR : Record du monde (world record)

Circonstances et Conditions
- DNF : N'a pas terminé (did not finish)
- DNS : N'a pas pris le départ (did not start)
- DQ : Disqualification (disqualification)
- NM : Aucun essai valable enregistré (No Mark)
- Q : Qualifié « directement » au prochain tour (ou à la prochaine compétition), lors d'une compétition majeure, grâce au classement ou à la réalisation des minima (automatic qualifier)
- q : Qualifié au prochain tour (ou à la prochaine compétition), lors d'une compétition majeure, grâce au repêchage ou à la réalisation de l'une des meilleures performances parmi celles des « non qualifiés directement » (grâce au meilleur temps ou à la meilleure distance par exemple) (secondary qualifier)